# Jean Calhoun
Jean Calhoun, nata Mary Alice Crawford (1º aprile 1891 – Los Angeles, 25 agosto 1958), è stata un'attrice statunitense la cui carriera si svolse quasi esclusivamente all'epoca del muto. Usò occasionalmente anche il nome Jeanne Calhoun.

## Filmografia
- The Man Who Woke Up, regia di James McLaughlin (1918)
- High Tide, regia di Gilbert P. Hamilton (1918)
- The Winning Girl, regia di Robert G. Vignola (1919)
- Alias Mike Moran, regia di James Cruze (1919)
- The Exquisite Thief, regia di Tod Browning (1919)
- The Splendid Sin, regia di Howard M. Mitchell (1919)
- The False Code, regia di Ernest C. Warde (1919)
- When a Man Loves, regia di Chester Bennett (1919)
- Thieves, regia di Frank Beal (1919
- The Feud, regia di Edward J. Le Saint (1919)
- The Phantom Melody, regia di Douglas Gerrard (1920)
- His Own Law, regia di J. Parker Read Jr. (1920)
- Officer 666, regia di Harry Beaumont (1920)
- Three Sevens, regia di Chester Bennett (1921)
- R.S.V.P., regia di Charles Ray (1921)
- Two Kinds of Women, regia di Colin Campbell (1922)
- The Glory of Clementina, regia di Émile Chautard (1922)
- Bambù reporter (The Cub Reporter), regia di John Francis Dillon (1922)
- Violenza (The Gangster), regia di Gordon Wiles (1947)
- Prima colpa (Caged), regia di John Cromwell (1950)